# Father of the Bride (Kurzfilm)
Father of the Bride ist ein Kurzfilm von Rhys Marc Jones, der nach der Absage des South by Southwest Film Festivals ab Ende März 2020 vom Independentfilmverleih Oscilloscope Laboratories und dem Technikunternehmen Mailchimp auf deren Plattform zur Verfügung gestellt wurde.

## Handlung
Kurz bevor der Anfang 20-jährige Christian bei der Hochzeitsfeier seines älteren Bruders Andy eine Rede halten soll, bereitet er sich auf der Toilette darauf vor und versucht sich mit ein wenig Alkohol zu beruhigen. Martin, der zukünftige Schwiegervater seines Bruders, kommt herein und steht plötzlich beim Pinkeln direkt neben ihm, kommentiert Christians Urinstrahl und wedelt dann noch mit seinem besten Stück vor ihm herum. Der weiße Martin will  mit Christian, dessen Vater Schwarzer ist, auch über die „Größe“ reden. Er bittet ihn, seine Krawatte zu binden, fasst Christian daraufhin in die Hose und kommentiert den Geruch von dessen Schwanz.
Martin erzählt in seiner Rede von den Umständen der Zeugung von Lucy und dankt seiner Frau Judith für ihre Tochter. Als er das Mikrofon an Christian weitergibt, findet der nur schwer in seine Rede. Als er aus dem Konzept kommt, muss er sich übergeben. Sein Bruder Andy ist daraufhin ein wenig angesäuert.
Auf der anschließenden Party versucht Christian mit einer jungen Frau ins Gespräch zu kommen, doch auch hier grätscht Martin wieder dazwischen. Christian geht nach draußen, wo es regnet, und  schlägt die Seitenscheibe von Martins schickem Roadster ein. Während er verschwindet kommt Martin von der Alarmanlage gerufen aus dem Haus.

## Produktion

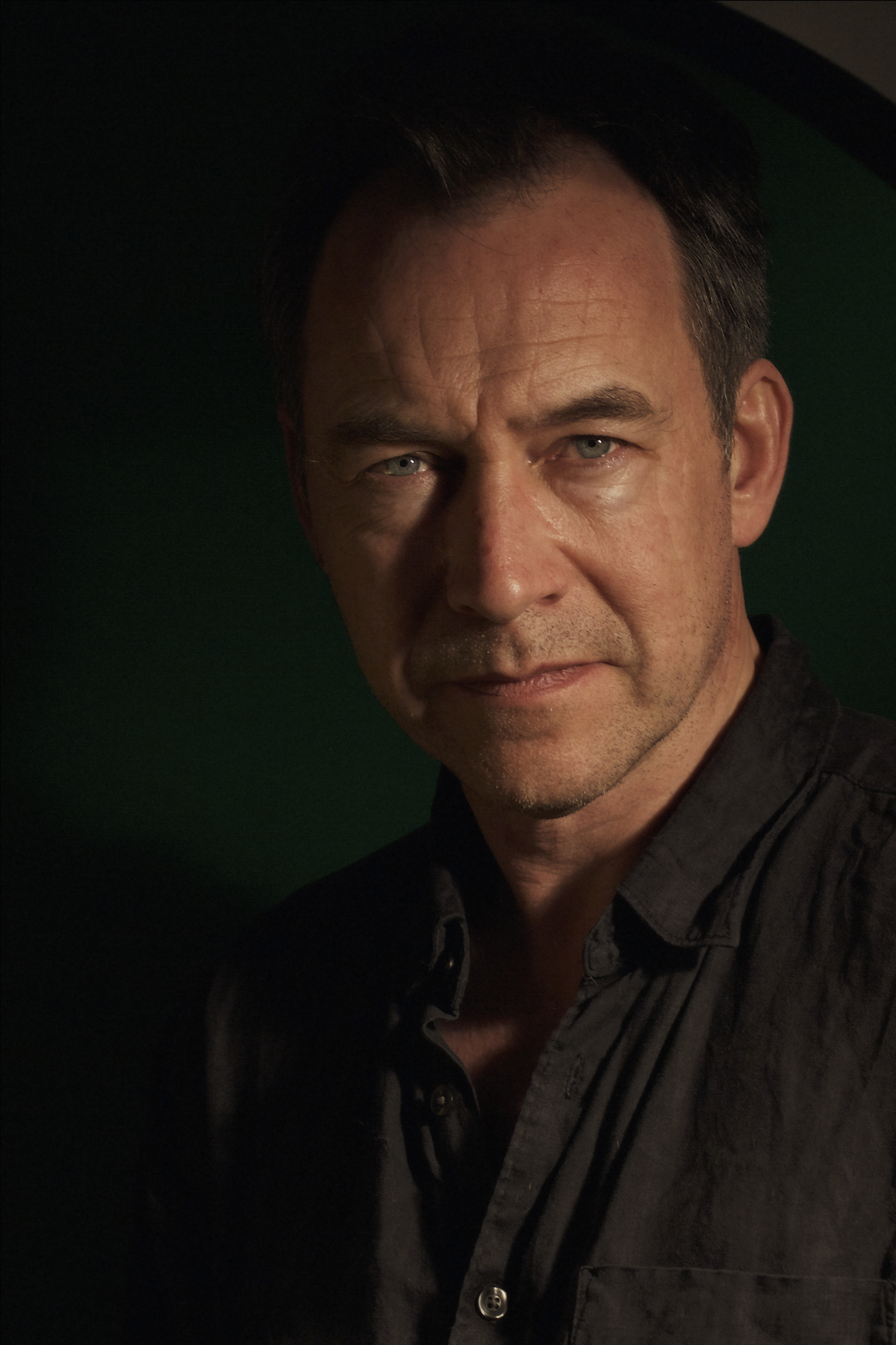
Dominic Mafham spielt in der Titelrolle Martin, den Vater der Braut

Regie führte Rhys Marc Jones, der auch das Drehbuch schrieb. 
Jay Lycurgo spielt Christian, während Dominic Mafham die Rolle von Martin, seines „Antagonisten“ in der neuen Verwandtschaft, übernahm. Während es sich für Lycurgo bei Father of the Bride um eine seiner ersten Rollen handelt, ist Mafham bereits seit Mitte der 1990er Jahre als Bühnen-, Film- und Fernsehschauspieler tätig. 
Nach der Absage des South by Southwest Film Festivals, wo der Film im März 2020 seine Premiere feiern sollte, stellten der Independentfilmverleih Oscilloscope Laboratories und das Technikunternehmen Mailchimp den Film 30 Tage lang kostenlos auf einer gemeinsamen Onlineplattform zur Verfügung. Zudem gehört Father of the Bride zu den Filmen, die beim South by Southwest Film Festival gezeigt werden sollten und durch eine Kooperation mit Amazon Prime Video im Rahmen der „SXSW 2020 Film Festival Collection“ von Amazon virtuell zur Verfügung gestellt wurden. Der Film war in den USA zehn Tage lang kostenlos vor der Prime-Video-Paywall verfügbar.

## Auszeichnungen
BAFTA Scotland Awards 2021
- Nominierung als Bester Kurzfilm[4]

South by Southwest Film Festival 2020
- Nominierung für den Grand Jury Award in der Sektion Narrative Short (Rhys Marc Jones)